# NGC 1985
NGC 1985 è una piccola nebulosa a riflessione visibile nella costellazione dell'Auriga.
NGC 1985 si individua nella parte meridionale della costellazione dell'Auriga, in una regione molto ricca di campi stellari e nebulose situate lungo la linea congiungente le stelle Elnath e θ Aurigae; il periodo più indicato per la sua osservazione nel cielo serale ricade fra i mesi di ottobre e marzo ed è notevolmente facilitata per osservatori posti nelle regioni dell'emisfero boreale terrestre.
Sebbene talvolta indicata come una nebulosa planetaria, si tratta in realtà di una nebulosa a riflessione, nota già dalla fine del Settecento essendo stata scoperta da William Herschel; la sua distanza è di circa 1800 parsec (5870 anni luce) e si trova nella stessa regione galattica della regione H II NGC 1931, sul Braccio di Perseo. A NGC 1985 è associata la sorgente di radiazione infrarossa IRAS 05345+3157, cui è connesso un grande getto bipolare orientato in senso est-ovest, noto come AFGL 5157; questo getto è stato mappato alla lunghezza d'onda del CO fin dal 2005, mentre all'interno della nube era già nota una concatenazione di cinque oggetti HH, catalogati da HH 281 a HH 285.
Questa e le nebulose circostanti possiedono la stessa distanza di uno dei due sottogruppi in cui è stata suddivisa la giovane associazione stellare Auriga OB1, il cui centro è a circa 2000 parsec.